# ルリマツリ属
ルリマツリ属（瑠璃茉莉属、学名：Plumbago）は、イソマツ科の属の1つ。プルンバゴ属、プルムバーゴ属とも称する。熱帯地方を中心に約20種存在する。

## 特徴
ルリマツリ属の植物は、多年生の草本または低木となる。攀縁性（はんえんせい、すがってよじ登る）を示すことがあるが、完全に巻き付いたり巻きひげを出したりすることはない。高さは約2 mである。歯痛や痒み止めの薬として利用される種もある。
花は穂状花序または総状花序となる。属名になっているルリマツリは名前の通り瑠璃色の花を付けるが、アカマツリは赤色、セイロンマツリは白色と色は多彩である。
萼（がく）は緑色の管状となり、種によっては粘り気を帯びて動物の毛にくっつき、果実や種子ともに運搬される。萼は筒状で5裂する。雄蕊（おしべ）は離生し、子房は長くなる。雄蕊は5本、雌蕊は1本である。蒴果（さくか）は膜質である。染色体の基本数はX=6, 7。
属名のPlumbagoはラテン語で鉛を意味する。鉛の中毒に効くと考えられてきたこと、または根が鉛色であることに由来する。

## 主な種

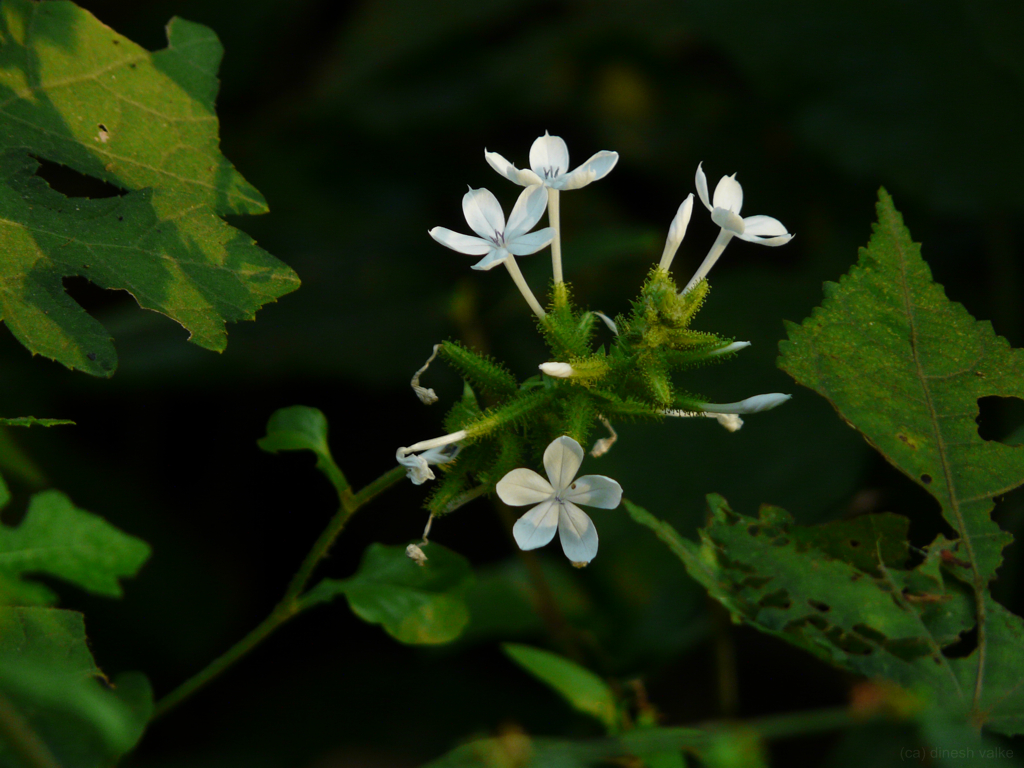
セイロンマツリ

- ルリマツリ（アオマツリ[7]） Plumbago auriculata[4]
- アカマツリ Plumbago indica[4]
- セイロンマツリ（インドマツリ） Plumbago zeylanica[4]